# HIGHLEG JESUS
HIGHLEG JESUS（ハイレグジーザス）は、かつて河原雅彦が総代を務めた劇団およびパフォーマンス集団。1992年に結成され、2002年に解散。

## 概要
1992年6月、「SEX、DRUG、R&Rと演劇」を合言葉に、河原雅彦を中心に結成。当初は新宿などで路上パフォーマンス集団として活動し、12月に「HIGHLEG SENSETIONS!」を上演。全公演の構成・演出をほぼ河原が手掛けており、「エロ・バカ・ショック」をテーマに繰り広げる作風、パフォーマンスは「ネオ演芸」と呼ばれ、「ハイレグ・マニア」なる熱狂的ファンを集めるなど注目を浴びる。
過激でポップなパフォーマンスで知られる。全裸になった男性役者が客席に乱入したりするなど、観客いじりの演出も多い。女性観客をステージに引き上げ、その頭に男性役者の性器を載せて見せるなど、「セクハラ」とも思える過激な演出もある。他の劇団やTVドラマ、映画を性的にパロディー化した寸劇を取り入れたり、放送禁止用語を連発したりするそのアクションは、「メッセージなきメッセージ」でもある。女性観客のファンが多いことも指摘され、「エロスではなくエロを追究する」という評もある。
2002年12月、「LOVE JESUS ～星をはずす日～」をもって解散。現在、所属俳優のほとんどは芸能事務所「ハイレグタワー」に所属している。

## メンバー
- 河原雅彦（総代）
- 山田伊久磨（コントユニット「エッヘ」所属）
- 中坪由起子（仲坪由紀子に改名）
- 岸潤一郎（現在は元劇団ベターポーヅの加藤直美とのユニット「NAィKI」として活動）
- 新井友香（劇団宝船主宰）
- 森本訓央（「エッヘ」所属）
- 政岡泰志（動物電気主宰）
- 野村朋子
- 小林愛（SHOOT MY DISCOのボーカルを経てかじやあいとの音楽ユニット「miami」のコバヤシアイとしても活動。現在は作詞家として活動しており、中でもアイドルグループゆるめるモ!の楽曲においてはそのほとんどの歌詞を小林が手掛けている）
- 小林一英
- 今奈良孝行（「エッヘ」所属）
- リン・ホブデイ
- 信川清順
- 栃木那須子
- 伊藤海
- 及川水生来
- 謎のマスクマン

## 公演履歴
※主に特記のない限りは河原雅彦が構成、演出を務める。

### 1992年
- 「HIGHLEG SENSETIONS!」

### 1993年
- 「いかれぼんち」（野村朋子作・演出）
- 「Beauty1$/￥100」

### 1994年
- 「KING OF PLAY」
- 「KING OF PLAY 2」
- 「KING OF PLAY DX」

### 1995年
- 「HIGHLEG JESUS THE SHININGSTAR」
- 「嗚呼、花のワンマンショー!」

### 1996年
- 「THE WORLD REMEMBERS UNDERGROUND SUPERSTAR」
- 「桃色漫遊」

### 1997年
- 「若くして死ぬしかない」
- 「とにかく観ろ! or DIE!」
- 「誰でも出れるよ! at フジタヴァンテ」
- 「H・J総代、演劇村への報復『隷族08』」（プロデュース公演）
- 「真っ直ぐにクサる」

### 1998年
- 「KILLER JESUS KILLER」
- 「ハイレグジーザスの 男がいて、そして女がいて…」
- 「H・J総代、演劇村への報復『モンスターロックフェスティバルin亀有』」（プロデュース公演）
- 「H・J総代、演劇村への報復スペシャル『お茶の魔～VAREITY IN The DARKSIDE』」（プロデュース公演、宮藤官九郎との共作）
- NightmareシリーズVol.1「ONE NIGHT JESUS」
- 「TV PUNK」

### 1999年
- 「ミンシン」（新井友香作・河原雅彦演出）
- 「FUCK YOU VERY MUCH.」
- 「好き・好き・ハロウィン～CRAZY PUMPKIN LIVE」
- NightmareシリーズVol.2「エロナイト」「バカナイト」「ショックナイト」

### 2000年
- 「東京≧大阪」
- 「Sexual Viorlence No.1」
- 「東京≦大阪」（初の大阪進出）
- 「薔薇の連帯」（プロデュース公演。新井友香、千葉雅子（猫のホテル）、野村朋子作）
- 「SSエクスタシー」
- 「H・J総代、東京演劇村への報復カウントダウンイベント『ESCAPE FROMクソったれTOKYO CITY』」

### 2001年
- 「Baby,五臓六腑にしみわたるのさ」
- 「浪花節だよJESUSは」
- HIGHLEG without JESUS 長塚JESUS「テキサス」（長塚圭史（阿佐ヶ谷スパイダース）作・演出、フジテレビの「演技者。」でドラマ化。その後河原自身の演出により2012年にPARCO劇場プロデュースで星野源主演により再演）
- NightmareシリーズVol.4「HIGHLEG JESUSフェニックス伝説」

### 2002年
- 「威風凛々ハラキリカーニバル」
- 「食べ残しは許さないんだからしてっ!」
- 「CABALLET NIGHT FEVERったらFEVER!!」
- 「LOVE JESUS ～星をはずす日～」

## 参考資料
- HIGHLEG JESUS archives

## 関連する人物
- 奥秀太郎 - 映像作家。1996年から解散までの映像作品を手掛けた。
- 宮藤官九郎 - 大人計画所属。HIGHLEG JESUSには何度もゲストで参加。その後、河原演出の舞台「鈍獣」で脚本を担当。